# GHI Bronx Tennis Classic 1995
Il GHI Bronx Tennis Classic 1995 è stato un torneo di tennis facente parte della categoria ATP Challenger Series nell'ambito dell'ATP Challenger Series 1995. Il torneo si è giocato a Bronx negli Stati Uniti dal 14 al 20 agosto 1995 su campi in cemento.

## Vincitori

### Singolare
Tamer El Sawy ha battuto in finale  Hicham Arazi con il punteggio di 5–7, 6–3, 6–2

### Doppio
James Holmes /  Ross Matheson hanno battuto in finale  Steven Downs /  James Greenhalgh con il punteggio di 6–3, 5–7, 6–3